# كارل ألبريشت
كارل هانز ألبريشت (بالإنجليزية: Karl Hans Albrecht) (ولد في 20 فبراير 1920) هو رجل أعمال ألماني أسس سلسلة المراكز التجارية ألدي مع أخيه ثيو. ومن بين أغنى أغنياء العالم، قُدر صافي ثروته في عام 2011 بمبلغ 25.4 مليار دولار أمريكي وفقًا لـ قائمة فوربس، والتي صنفته في المرتبة العاشرة عالميًا عن عام 2012 - مما يجعله أكبر ملياردير في قائمة العشرين الأفضل. ويعد ألبريشت أغنى رجل في ألمانيا.

## السيرة الذاتية
ولد كارل وثيو ألبريشت في ظروف متواضعة في إسن، ألمانيا. وكان والدهما  عامل منجم وبعد ذلك عمل مساعد خباز. بينما كانت تمتلك أمهما متجر بقالة صغيرًا في الحي الذي تعمل فيه في تشونبوك (Schonnebeck)، وهي ضاحية من ضواحي إسن. وأكمل ثيو مدة تدريبه في متجر والدته، في حين عمل كارل في متجر لـ الأطعمة الخفيفة الراقية. كما خدم كارل في فيرماخت أثناء الحرب العالمية الثانية. وبعد الحرب، تولى الأخوان مسؤولية إدارة تجارة والدتهما. وافتتح أول مركز تجاري يحمل اسم ألدي (أي خصومات ألبريشت) في عام 1961.[بحاجة لمصدر]

وفي عام 1961، تم تقسيم إدارة ألدي بين الأخوين، حيث حصل كارل على إدارة ألدي سود (جنوبًا) الأكثر ربحًا، وحصل ثيو على إدارة ألدي نورد (شمالاً). 

ألدي في أوروبا، (أزرق = شمال والبرتقالي = جنوب)

وفي عام 1994، ترك كارل ألبريشت العمليات اليومية لألدي سود وتقلد منصب رئيس مجلس الإدارة. وفي بداية عام 2002، تخلى عن هذا المنصب، ومن ثم تخلى كليًا عن إدارة الشركة. واليوم، لم تعد تدار هذه الأعمال على يد أي من أفراد أسرة كارل ألبريشت.

### الحياة الشخصية
نتيجة لعزل كارل ألبريشت نفسه عن الحياة العامة، فلا يعرف عنه إلا القليل. فنشرت مجلة فوربس أن كارل لديه طفلان، ولا يعمل أي منهما في ألدي. ويعيش كارل في إسن حسب ما تقول التقارير، مثلما فعل أخوه ثيو حتى وفاته. وهو من محبي لعبة الجولف، ويلعبها في ملعب الجولف الخاص به، أوسكبيرغوف (Öschberghof)، الذي بناه عام 1976. ويزرع أيضًا نبات السحلبية. ويشاع عنه أنه جمع آلات الكتابة العتيقة ويحاول الاستيلاء على عروض نادي ليدز يونايتد.

## وصلات خارجية
- كارل ألبريشت على موقع مونزينجر (الألمانية)
- كارل ألبريشت على موقع إن إن دي بي (الإنجليزية)